# Rolex Datejust
La Rolex Oyster Perpetual Datejust, plus simplement dénommée la Datejust, est un modèle de montre mécanique à remontage automatique fabriqué par la marque d'horlogerie Rolex. Lorsqu'il a été lancé en 1945, ce modèle était la première montre de poignet à proposer la date comme fonction,.
La cote de la montre Datejust d'occasion suit une courbe ascendante : son prix moyen a augmenté de 182 % en dix ans pour un modèle en or jaune.

## Histoire
Rolex a présenté la Datejust originale (référence 4467) en 1945 pour célébrer le 40e anniversaire de l'entreprise. Il n'était disponible qu'en or jaune 18 carats et avait un petit remontoir à bulle avec un fond bombé. Il présentait également le boîtier étanche Oyster de la société (introduit pour la première fois en 1926), une lunette cannelée et le nouveau bracelet Jubilee avec cinq mailles (ainsi nommé pour l'occasion),.
Au fil des années, la Datejust a vu une expansion de ses options de conception ainsi que des améliorations de son mouvement, d'un changement progressif de la date peu avant minuit dans les premières versions à un changement instantané à partir de 1955. 
La Datejust est proposée avec deux bracelets Rolex : le Jubilee et l'Oyster. La Datejust originale a été lancée avec un boîtier de 36 mm. Par la suite, différentes tailles, y compris des versions pour femmes et de taille moyenne, ont été mises à disposition. Le modèle Turn-O-Graph a été introduit en 1955 comme récompense décernée aux pilotes de l'US Air Force revenant de missions de combat. Il comportait une lunette tournante marquée à 60 minutes, qui peut être utilisée pour mesurer des intervalles de temps. Les montres Datejust de ce type ont été surnommées « Thunderbirds ». Cette montre constituerait la base de la Rolex Explorer (conçue pour l'expédition sur le mont Everest de sir Edmund Hillary), de la Rolex Submariner et de la Rolex Sea Dweller.
En 2009, la Rolex Oyster Perpetual Datejust II est sortie. Avec 41 mm de diamètre (hors couronne), son boîtier est plus grand que la Datejust originale.
En 2016 sort la Rolex Oyster Perpetual Datejust 41. La montre est disponible en acier inoxydable bicolore, et en bracelets or jaune 18 carats ou en or everose 18 carats (la version or rose de Rolex). La Datejust 2016 de 41 mm est montée sur un bracelet Oyster ou Jubilee. Alors que le Datejust 41 a un boîtier de 41 mm de diamètre similaire à celui de la Datejust II, le Datejust 41 a des index plus petits et une lunette plus fine que la Datejust II. 
À Baselworld 2015, Rolex a annoncé que la Lady-Datejust 26 mm serait remplacée par une variante plus récente de 28 mm, avec un nouveau mouvement Calibre 2236, des cornes et une carrure raffinée, un cadran large et clair, ainsi qu'un bracelet Président ou Jubilé intégré dans l'affaire Oyster. 
Depuis 2019, la gamme Datejust se compose des tailles suivantes : 28 mm, 31 mm, 34 mm, 36 mm, 41 mm - qui sont disponibles soit en acier inoxydable complet, en or bicolore (jaune, everose ou blanc), soit en or massif (jaune, everose et blanc) boîtier et bracelet. 

## Dans la culture populaire
- Dans le livre American Psycho, Patrick Bateman possède une Rolex non précisée[13]. Dans la version cinématographique, Bateman (joué par Christian Bale) porte une Seiko 5 bicolore qui ressemble à une Rolex Datejust, car Rolex ne voulait pas être associée au personnage[14].
- Dans Informers, certains acteurs portent des montres Datejust[15].
- L'acteur américain Paul Newman a été vu portant une Datejust 36 mm entièrement en acier inoxydable dans La Couleur de l'argent[16].
- Harrison Ford arbore une Datejust 36 mm dans le film Frantic des années 1980, qui présentait un cadran à chiffres romains blancs, une lunette en or blanc et un bracelet et un boîtier Jubilee en acier inoxydable[17].
- Le personnage de Bill Murray porte une Datejust avec un cadran noir dans Lost in Translation[18].
- Le personnage de Matthew McConaughey dans Le Loup de Wall Street porte une Rolesor Datejust des années 1990[19].